# 羅斯納-阿利庫

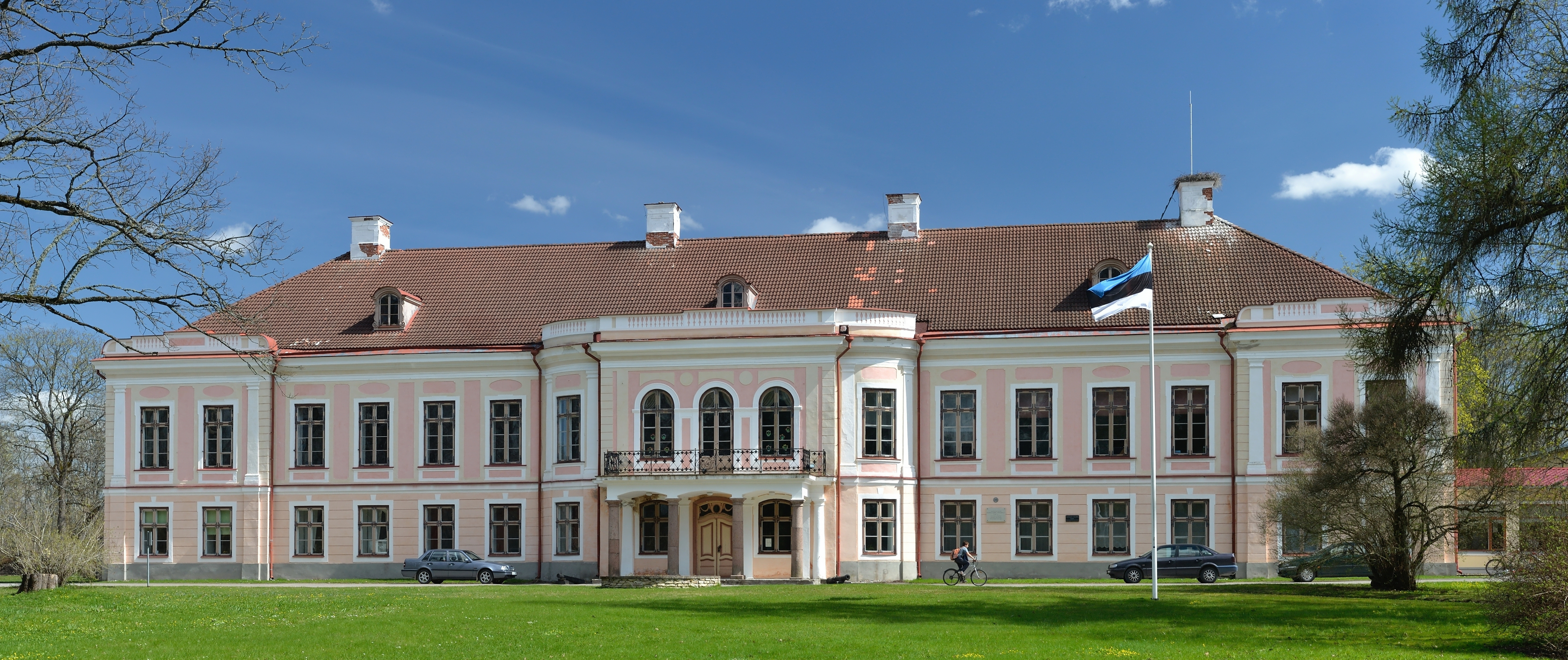
羅斯納-阿利庫庄园

羅斯納-阿利庫，是愛沙尼亞耶爾瓦縣派德市镇内的小鎮，曾是原羅斯納-阿利庫市镇的行政中心，距離首都塔林87公里，海拔高度87米，2012年該小鎮人口488。